# John Dymocke
John Dymocke, död 1585, var en engelsk köpman och hovfunktionär. 
Han var släkt med hovmannen Sir Robert Dymoke of Scrivelsby och själv en tid anställd i Henrik VIII:s hushåll. Han var redare och handlade med kläde och juveler mellan England och Antwerpen. 
Han fick 1561 tillstånd att resa till Sverige i affärer. Före resan diskuterade han Elisabets juvelbeställning med Kat Ashley och Dorothy Bradbelt. 
År 1562 försökte John Dymocke åstadkomma ett giftermål mellan Elisabet och Erik XIV, och fick hjälp i sin plan av Kat Ashley och Dorothy Bradbelt, som tillsammans författade ett hemligt brev till den svenska politikern "Nicholas Guildenstern" som ett led av planen, ett brev som uppsnappades av William Cecil. Han hade inte fått något tillstånd att diskutera en sådan diplomatisk fråga, och blev arresterad och förhörd om saken vid sin återkomst till England.